# آبنخیبره
آبنخیبره دهستانی در استان آلباستهٔ اسپانیا است.
در این دهستان ۹۷۷ نفر زندگی می‌کنند. مساحت این دهستان ۳۰٫۸۲ کیلومتر مربع است.